# Daniela Katzenberger – natürlich blond
Daniela Katzenberger – natürlich blond ist eine Doku-Soap über Kosmetikerin, Gastronomin, Model, Sängerin und Autorin Daniela Katzenberger, die vom 21. September 2010 bis zum 9. Juli 2013 auf dem deutschen TV-Sender VOX zu sehen war.

## Themen
Die Doku-Soap zeigt Katzenberger in ihrem alltäglichen Leben als Prominente und begleitet sie u. a. bei Promotionterminen, Werbedrehs, Musikauftritten, Weltreisen und berichtet über die Geschehnisse in ihrem Café-Betrieb auf Mallorca. Zudem werden Einblicke in das Privatleben gewährt und Katzenbergers familiäres Umfeld in ihrer Heimatstadt Ludwigshafen am Rhein beobachtet.

## Rezeption
Gemessen an den starken Quoten zählt natürlich blond zu den erfolgreichsten TV-Projekten des Senders VOX. Nachdem die 1. Staffel für überdurchschnittliche Quoten gesorgt hatte, wurde bald eine 2. Staffel in Auftrag gegeben. Da sich deren Quoten in etwa auf diesem starken Niveau halten konnten, ging natürlich blond in eine dritte Runde. Diese Staffel, die am 3. Januar 2012 startete, steigerte sich nach einem eher schwachen Auftakt zunehmend. Die Dreharbeiten zur vierten Staffel sind abgeschlossen und die neuen Folgen wurden bis zum 20. November 2012 auf dem Free-TV-Sender ausgestrahlt. VOX gab Anfang 2013 die Verlängerung um eine fünfte Staffel bekannt, die seit dem 21. Mai 2013 ausgestrahlt wird.

## DVD-Veröffentlichung
| Staffel | Episoden | Discs | Inhalt |
| ------- | -------- | ----- | --- |
| 1       | 1–8      | 2     | Katzenberger nimmt ihre CD auf, dreht ein Musikvideo und muss ihr Café leiten, wie sie ihren Alltag unter einen Hut bringt und ihr neues Leben als kleiner Star.        |
| 2       | 9–31     | 4     | Die „Katze ist auf Katersuche“ und bekommt eine Gastrolle in „Alarm für Cobra 11“. Außerdem sucht sie eine Nachfolgerin und veranstaltet sogar einen Castingwettbewerb. |

## Gastauftritte
- Jenny Frankhauser wiederkehrend seit Staffel 1
- Iris Klein wiederkehrend seit Staffel 1
- Rebecca Kratz wiederkehrend seit Staffel 2
- Joachim Winterscheidt in Staffel 2
- Klaas Heufer-Umlauf in Staffel 2
- Jürgen Drews in Staffel 2
- Erdoğan Atalay in Folge 3.1
- Tom Beck in Folge 3.1
- Hellmuth Karasek in Staffel 3

## Ausstrahlung
| Staffel   | Episoden | Ausstrahlung                             |
| --------- | -------- | ---------------------------------------- |
| Staffel 1 | 8        | 21. September 2010 bis 9. November 2010  |
| Staffel 2 | 21       | 5. April 2011 bis 23. August 2011        |
| Staffel 3 | 14       | 3. Januar 2012 bis 3. April 2012         |
| Staffel 4 | 10       | 18. September 2012 bis 20. November 2012 |
| Staffel 5 | 8        | 21. Mai 2013 bis 9. Juli 2013            |

## Quoten

### Gesamt
| Staffel | Episodenanzahl | Erstausstrahlung bei Vox                 | Einschaltquoten beim Gesamtpublikum | Marktanteil |
| ------- | -------------- | ---------------------------------------- | ----------------------------------- | ----------- |
| 1       | 8              | 21. September 2010 bis 9. November 2010  | 1,47 Mio.                           | 8,3 %       |
| 2       | 21             | 5. April 2011 bis 23. August 2011        | 1,68 Mio.                           | 5,6 %       |
| 3       | 14             | 3. Januar 2012 bis. 3. April 2012        | 1,90 Mio.                           | 5,8 %       |
| 4       | 10             | 18. September 2012 bis 20. November 2012 | 0,97 Mio.                           | 7,8 %       |
| 5       | 8              | 21. Mai 2013 bis 9. Juli 2013            | 1,32 Mio                            | 8,2 %       |

## Episodenliste

### Staffel 1
| NR_GES | NR_ST | Originaltitel                     | Erstausstrahlung   | Einschaltquoten beim Gesamtpublikum | Marktanteil |
| ------ | ----- | --------------------------------- | ------------------ | ----------------------------------- | ----------- |
| 1      | 1     | Daniela ist bei Lanz zu Gast      | 21. September 2010 |                                     |             |
| 2      | 2     | Daniela singt in ihrem Café       | 28. September 2010 |                                     |             |
| 3      | 3     | Danielas Auftritt bei The Dome    | 5. Oktober 2010    |                                     |             |
| 4      | 4     | Rummel auf dem Oktoberfest        | 12. Oktober 2010   |                                     |             |
| 5      | 5     | Speed-Dating im Café Katzenberger | 19. Oktober 2010   |                                     |             |
| 6      | 6     | Fremde Federn für Daniela         | 26. Oktober 2010   |                                     |             |
| 7      | 7     | Danielas Geburtstag eskaliert     | 2. November 2010   |                                     |             |
| 8      | 8     | Überraschung für Daniela          | 9. November 2010   |                                     |             |

### Staffel 2
| NR_GES | NR_ST | Originaltitel                           | Erstausstrahlung | Einschaltquoten beim Gesamtpublikum | Marktanteil |
| ------ | ----- | --------------------------------------- | ---------------- | ----------------------------------- | ----------- |
| 9      | 1     | Katersuche in Marbella (1)              | 3. April 2011    |                                     |             |
| 10     | 2     | Katersuche in Marbella (2)              | 29. März 2011    |                                     |             |
| 11     | 3     | Die Qual der Kater-Wahl                 | 5. April 2011    |                                     |             |
| 12     | 4     | Daniela wird eingekleidet               | 12. April 2011   |                                     |             |
| 13     | 5     | Daniela erobert Hollywood               | 19. April 2011   |                                     |             |
| 14     | 6     | Eine nackte Katze in Los Angeles        | 26. April 2011   |                                     |             |
| 15     | 7     | Daniela trifft Musikproduzent Al Walser | 3. Mai 2011      |                                     |             |
| 16     | 8     | Ein Fotograf zum Verlieben              | 10. Mai 2011     |                                     |             |
| 17     | 9     | Neue Herausforderungen für die Katze    | 17. Mai 2011     |                                     |             |
| 18     | 10    | Ein Fotoshooting mit Rolf Scheider      | 24. Mai 2011     |                                     |             |
| 19     | 11    | Katze sucht Katze                       | 31. Mai 2011     |                                     |             |
| 20     | 12    | Katzen-Faktor gesucht                   | 7. Juni 2011     |                                     |             |
| 21     | 13    | Tanzende Kätzchen                       | 14. Juni 2011    |                                     |             |
| 22     | 14    | Keine perfekten Katzen                  | 21. Juni 2011    |                                     |             |
| 23     | 15    | Die Schnorrer-Katzen                    | 28. Juni 2011    |                                     |             |
| 24     | 16    | Katzengejammer                          | 5. Juli 2011     |                                     |             |
| 25     | 17    | Schräger Miezen-Auftritt                | 12. Juli 2011    |                                     |             |
| 26     | 18    | Sexy Miezen                             | 19. Juli 2011    |                                     |             |
| 27     | 19    | Das Katzen-Finale                       | 26. Juli 2011    |                                     |             |
| 28     | 20    | Katze vs Drews                          | 2. August 2011   |                                     |             |
| 29     | 21    | Papa Peter bei X Factor                 | 9. August 2011   |                                     |             |

### Staffel 3
| NR_GES | NR_ST | Originaltitel                      | Erstausstrahlung | Einschaltquoten beim Gesamtpublikum | Marktanteil |
| ------ | ----- | ---------------------------------- | ---------------- | ----------------------------------- | ----------- |
| 30     | 1     | Die Katze goes Alarm für Cobra 11  | 3. Januar 2012   | 1,62 Mio.                           | 4,7 %       |
| 31     | 2     | Die Katze als Streitschlichterin   | 10. Januar 2012  | 2,0 Mio.                            | 6,0 %       |
| 32     | 3     | Die Katze als Kosmetikerin         | 17. Januar 2012  | k. A.                               | 5,9 %       |
| 33     | 4     | Die Katze beim Klassentreffen      | 24. Januar 2012  | 2,26 Mio.                           | 6,4 %       |
| 34     | 5     | Daniela und die Supermodels        | 31. Januar 2012  | k. A.                               | k. A.       |
| 35     | 6     | Fahrstunde für Danielas Schwester  | 7. Februar 2012  |                                     |             |
| 36     | 7     | Selbstverteidigungskurs a la Katze | 14. Februar 2012 | 1,91 Mio.                           | 5,8 %       |
| 37     | 8     | Daniela und ihr Opa Gernot         | 21. Februar 2012 |                                     |             |
| 38     | 9     | Geburtstagsfeier für Daniela       | 28. Februar 2012 |                                     |             |
| 39     | 10    | Die Katze macht Urlaub             | 6. März 2012     |                                     |             |
| 40     | 11    | Urlaub a la Katze                  | 13. März 2012    | 1,87 Mio.                           |             |
| 41     | 12    | Auge in Auge mit dem Strauß        | 20. März 2012    |                                     |             |
| 42     | 13    | Daniela goes China                 | 27. März 2012    |                                     |             |
| 43     | 14    | Foltermassage in China             | 3. April 2012    | 1,76 Mio.                           |             |

### Staffel 4
| NR_GES | NR_ST | Originaltitel                            | Erstausstrahlung   | Einschaltquoten beim Gesamtpublikum | Marktanteil |
| ------ | ----- | ---------------------------------------- | ------------------ | ----------------------------------- | ----------- |
| 44     | 1     | Schwere Trennung                         | 18. September 2012 | 1,40 Mio.                           | 4,6 %       |
| 45     | 2     | Sentimentale Reise mit Opa Gernot        | 25. September 2012 | 1,53 Mio.                           | 4,9 %       |
| 46     | 3     | Die Katze an der Côte d’Azur             | 2. Oktober 2012    | 1,57 Mio.                           | 5,2 %       |
| 47     | 4     | Daniela besucht den Dresdner Opernball   | 9. Oktober 2012    | 1,41 Mio.                           | 4,4 %       |
| 48     | 5     | Danielas Hormone fahren Achterbahn       | 16. Oktober 2012   | 1,35 Mio.                           | 4,1 %       |
| 49     | 6     | Daniela und Opa Gernot auf Mallorca      | 23. Oktober 2012   | 1,63 Mio.                           | 4,9 %       |
| 50     | 7     | Interview beim Inselradio                | 30. Oktober 2012   | 1,64 Mio.                           | 5,0 %       |
| 51     | 8     | Daniela auf den Spuren der Vergangenheit | 6. November 2012   | 2,01 Mio.                           | 6,1 %       |
| 52     | 9     | Das Dorf der Hypnose                     | 13. November 2012  | 1,85 Mio.                           | 5,6 %       |
| 53     | 10    | Daniela baut ein Haus                    | 20. November 2012  | 2,06 Mio.                           | 6,3 %       |

### Staffel 5
| NR_GES | NR_ST | Originaltitel                     | Erstausstrahlung | Einschaltquoten beim Gesamtpublikum | Marktanteil |
| ------ | ----- | --------------------------------- | ---------------- | ----------------------------------- | ----------- |
| 54     | 1     | Mama Iris im Dschungelcamp        | 21. Mai 2013     | 1,49 Mio.                           | 4,9 %       |
| 55     | 2     | Daniela ist eifersüchtig!         | 28. Mai 2013     | 1,34 Mio                            |             |
| 56     | 3     | Daniela in Australien             | 4. Juni 2013     | 1,58 Mio                            | 5,6 %       |
| 57     | 4     | Die Katze als Mann                | 11. Juni 2013    | 1,20 Mio                            |             |
| 58     | 5     | Hochzeit in Las Vegas             | 18. Juni 2013    | 1,21 Mio                            |             |
| 59     | 6     | Junggesellenabschied à la Katze   | 25. Juni 2013    | 1,13 Mio                            |             |
| 60     | 7     | Eine Kreuzfahrt durchs Mittelmeer | 2. Juli 2013     | 1,19 Mio                            | 4,7 %       |
| 61     | 8     | Frühling im Hause Katzenberger    | 9. Juli 2013     | 1,42 Mio                            |             |

### Specials
| NR_GES | Originaltitel                        | Erstausstrahlung  | Einschaltquoten beim Gesamtpublikum | Marktanteil |
| ------ | ------------------------------------ | ----------------- | ----------------------------------- | ----------- |
| 1      | Daniela Katzenberger – Mein 2011     | 31. Dezember 2011 |                                     |             |
| 2      | Daniela Katzenberger – Mein 2012 (1) | 11. Dezember 2012 |                                     |             |
| 3      | Daniela Katzenberger – Mein 2012 (2) | 18. Dezember 2012 |                                     |             |